# Lactid
Lactid ist der cyclische Diester der Milchsäure und findet als Ausgangsstoff bei der technischen Herstellung von Polylactiden (Polymilchsäuren) Verwendung. Im Unterschied dazu sind Lactide (Plural) als Gattungsbegriff cyclische Diester von α-Hydroxycarbonsäuren (Milchsäure, α-Hydroxybuttersäure, Mandelsäure etc.).

## Gewinnung
Lactid kann durch säurekatalytische Kondensation von Milchsäure hergestellt werden. Technisch wird es heutzutage aber meist biotechnologisch aus Glucose und Melasse gewonnen.

## Isomerie
Da Lactid zwei durch jeweils analoge Reste substituierte Stereozentren enthält, gibt es drei isomere Lactide:
- (S,S)-Lactid,
- (R,R)-Lactid und
- meso-Lactid.

Das Lactid der natürlichen L-Milchsäure [Synonym: (S)-Milchsäure] besitzt (S,S)-Konfiguration. (R,R)-Lactid und meso-Lactid besitzen im Vergleich zu (S,S)-Lactid nur geringe Bedeutung.

## Eigenschaften
Lactid ist ein farbloses, geruchloses Pulver, das bei Berührung mit Wasser sofort zu Milchsäure hydrolysiert.

## Verwendung
Aus dem Lactid [genauer: dem (S,S)-Lactid] der L-Milchsäure wird durch ionische Polymerisation Polylactid hergestellt. Außerdem wird es im polymerisierten Zustand als biologisch abbaubares Nahtmaterial in Operationen verwendet
(selbstauflösende Fäden).
Die Hydrierung von L-Lactid liefert (S)-(+)-1,2-Propandiol.